# Las montañas deben partir
Las montañas deben partir ( en chino: 山河故人, título internacional: Mountains May Depart) es un drama en mandarín de 2015 y el octavo largometraje dirigido por Jia Zhangke. Compitió por la Palma de Oro en el Festival de Cine de Cannes de 2015 y también fue seleccionada para mostrarse en la sección Special Presentations del Festival Internacional de Cine de Toronto de 2015.

## Reparto
- Zhao Tao[6]
- Zhang yi
- Liang Jindong
- Dong Zijian
- Silvia Chang
- Rong zishan
- Liang yonghao
- Liu-lu
- Yuan wenqian

## Recepción

### Taquillas
La película ganó CN¥32,22 million en la taquilla china.

### Recepción de la crítica
Mountains May Depart tiene un promedio de 79/100 en el sitio de agregación de reseñas Metacritic.